# Korrosivitetsklass
Korrosivitetsklasser kallades tidigare miljöklass, och är en indelning av olika omgivningar, baserad på den grad av korrosion, avfrätning per tidsenhet, som en metall kan förväntas bli utsatta för i den specifika omgivningen. Korrosivitetsklassen är knuten till så väl miljön som metallen, eftersom olika metaller kan reagera olika på en och samma miljö. Korrosivitetsklass är bara tillämpbart på ett fåtal metaller, ej på till exempel rostfritt stål. När korrosivitetsklassen för en metall har bestämts för en viss miljö, är det möjligt att anpassa färgsystem och tillhörande förbehandling efter den aktuella klassningen. 

## Olika korrosivitetsklasser
Standarden beskriver två kategorier av korrosivitetsklasser, dels för luftkorrosion (C1-CX) och dels för strukturer placerade i vatten eller jord (Im1-Im4). 
Den beskriver även att korrosionspåverkan av strukturer som placeras i, och avskärmas från yttre klimatpåverkan av byggnader är obetydlig generellt, men om byggnadens insida är endast delvis separerad från miljön på utsidan, så skall samma korrosivitetsklas för luftkorrosion tillämpas som om strukturen befunnit sig utanför byggnaden.
| Korrosivitets- klass | Miljöns korrosivitet | Utomhus | Inomhus |
| -------------------- | -------------------- | --- | --- |
| C1                   | Mycket låg           | - | Uppvärmda utrymmen med torr luft och obetydlig mängd föroreningar. T.ex. kontor, affärer, skolor, hotell.              |
| C2                   | Låg                  | Låga halter luftföroreningar, lantliga områden.                                                                           | Icke uppvärmda utrymmen med växlande temperatur och luftfuktighet. T.ex. sporthallar, lagerlokaler.                    |
| C3                   | Måttlig              | Måttlig mängd luftföroreningar. Stadsområden och lätt industrialiserade områden.                                          | Måttlig fuktighet och viss mängd luftföroreningar. T.ex. bryggerier, mejerier, tvätterier, uppvärmda ishallar.         |
| C4                   | Hög                  | Påtagliga mängder luftföroreningar eller måttlig mängd salt, industri och kustområden.                                    | Hög fuktighet och stor mängd luftföroreningar. T.ex. kemiska industrier, simhallar, skeppsvarv, ej uppvärmda ishallar. |
| C5                   | Mycket hög           | Industriella områden med aggressivt klimat och hög luftfuktighet. Kust- och offshoreområden med stora mängder salt.       | Permanent fuktkondensation och stor mängd luftföroreningar.                                                            |
| CX                   | Extrem               | Extrema industriella, kust- och offshoreområden i subtropiskt och tropiskt klimat med salt och föroreningar, skvalpzoner. | Extrem fuktkondensation och extremt aggressivt klimat.                                                                 |
| Im1                  | -                    | I sötvatten | - |
| Im2                  | -                    | I havsvatten eller bräckt vatten utan katodiskt skydd                                                                     | - |
| Im3                  | -                    | I jord | - |
| Im4                  | -                    | I havsvatten eller bräckt vatten med katodiskt skydd                                                                      | - |

## Bestämning av korrosivitetsklass i luft
Normalt bestäms korrosivitetsklass i luft genom att en mätning av korrosionshastigheten i den aktuella miljön. Detta görs normalt genom att ett antal plattor av den aktuella metallen tillverkas, mäts och placeras ut i området som skall undersökas. Metallplattorna lämnas därefter att korrodera under ett år. När mättiden är över avlägsnas korrosionen från plattorna genom betning, varpå nya mätningar görs och korrosivitetsklass bestäms. Finns det ej möjlighet, kan ett konservativt värde antas med hjälp av tabellen i avsnittet ovan. 